# 4420 Alandreev
4420 Alandreev eller 1936 PB är en asteroid i huvudbältet, som upptäcktes 15 augusti 1936 av den ryske astronomen Grigorij N. Neujmin vid Simeiz-observatoriet på Krim. Den har fått sitt namn efter Aleksandr Fjodorovitj Andrejev.
Asteroiden har en diameter på ungefär 16 kilometer.